# رژه افتخار

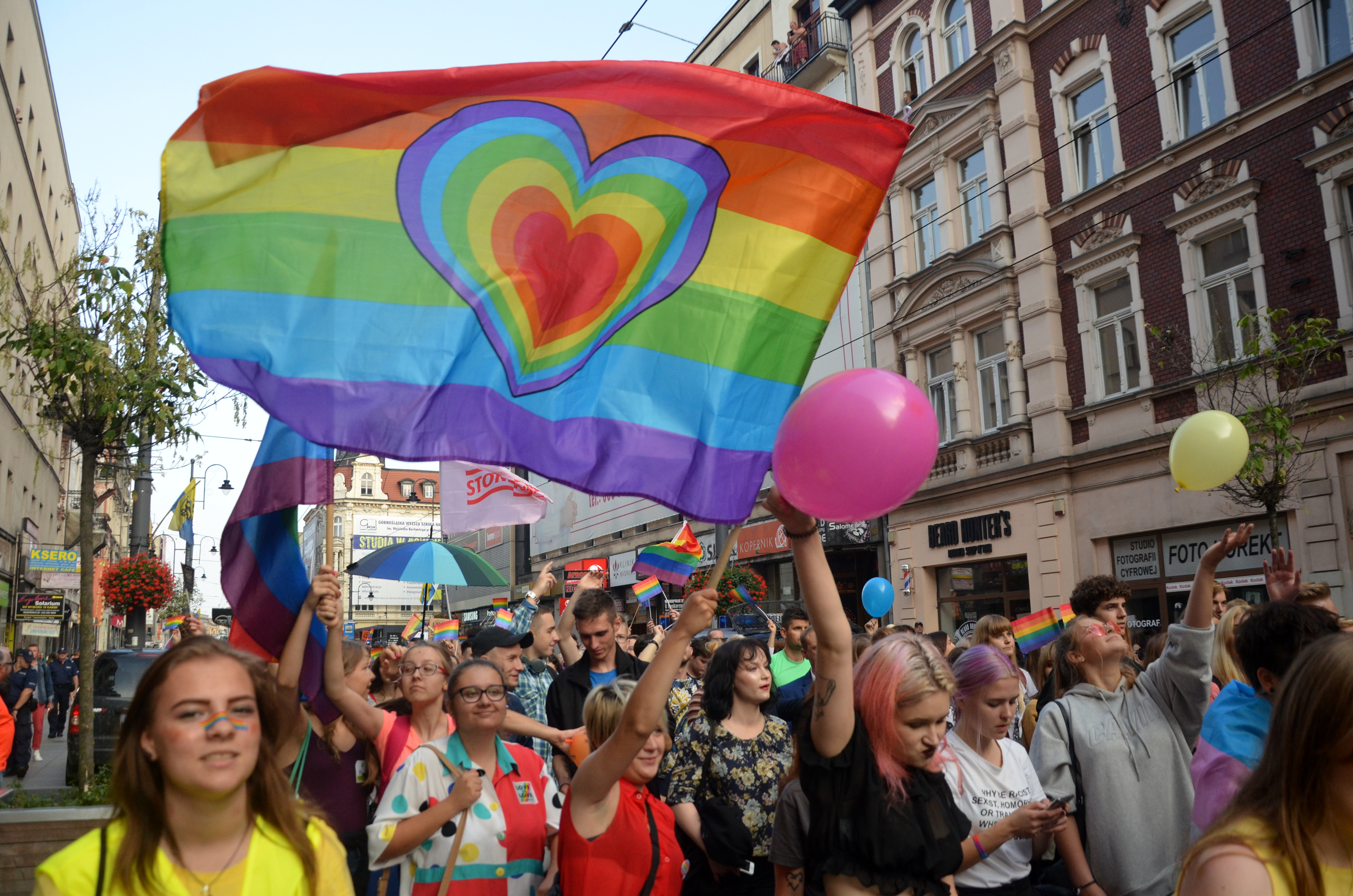
شرکت‌کنندگان در رژهٔ افتخار ۲۰۱۸ شهر کاتوویتسه، لهستان با نمادها و پرچم رنگین‌کمان.

رژهٔ افتخار مفهومی است که افراد ال‌جی‌بی‌تی یعنی همجنس‌گرایی زنانه، همجنس‌گرایی مردانه، دوجنس‌گرایی و ترنسجندر باید به گرایش جنسی خود مفتخر باشند. این افراد در مواقع خاصی به خیابان آمده و به اینکه ال‌جی‌بی‌تی هستند به صورت رژه و راه‌پیمایی افتخار می‌کنند.
در سال ۱۹۷۰، راهپیمایی‌های افتخار و اعتراض در شیکاگو، لس آنجلس، شهر نیویورک و سانفرانسیسکو در زمان نخستین سالگرد شورش‌های استون‌وال برگزار شد. با گذر زمان این رویدادها سالانه شد و در سطح بین‌المللی رشد کرد. در سال ۲۰۱۹، در شهر نیویورک و در کل دنیا به مناسبت گرامیداشت پنجاهمین سالگرد شورش‌های استون‌وال، بزرگ‌ترین جشن بین‌المللی افتخار ال‌جی‌بی‌تی را جشن گرفتند. در این جشن، تنها در منهتن نیویورک پنج میلیون نفر حضور داشتند.

## زمینه

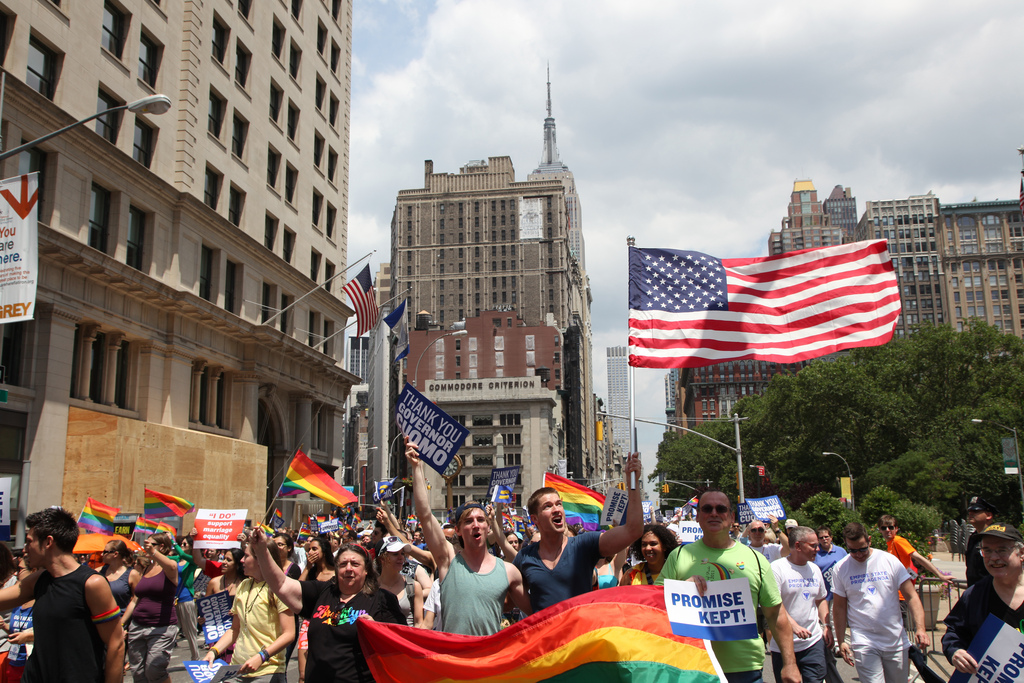
در راهپیمایی ۲۰۱۱ افتخار همجنسگرایان نیویورک، ازدواج همجنسگرایان
(در همان سال) قانونی شد

در سال ۱۹۶۵، جنبش اعتراضی حقوق همجنسگرایان در مراسم یادآوری سالانه که توسط اعضای گروه لزبین دختران بیلیتیس و گروه مردان همجنسگرای ماتاچین سازمان یافته بود، برگزار شد. اعضای ماتاچین همچنین در تظاهرات حمایت از همجنسگرایان زندانی در اردوگاه‌های کار کوبا شرکت داشتند. همهٔ این گروه‌ها در سال ۱۹۶۵ در سازمان ملل و همچنین در مقابل کاخ سفید تظاهرات کردند. اوایل صبح شنبه ۲۸ ژوئن ۱۹۶۹، در پی حمله پلیس به مهمانخانه استون وال، افراد ال‌جی‌بی‌تی در دهکده گرینیچ در محله منهتن جنوبی شهر نیویورک دست به شورش زدند. مهمانخانه استوان وال، یک بار همجنس‌گرایان بود و به بخش بزرگی از مراجعه کنندگان خدمات می‌داد، که در بین حاشیه نشینان جامعه ال‌جی‌بی‌تی مانند تراجنسی‌ها و جوانان بی‌خانمان محبوبیت زیادی داشت.

## اولین رژه‌های افتخار
در روز شنبه، ۲۷ ژوئن ۱۹۷۰، همجنسگرایان آزادی‌خواه شیکاگو، از پارک واشینگتن اسکوئر به سمت برج آب در تقاطع خیابان‌های میشیگان و شیکاگو، که از ابتدا این مسیر را برنامه‌ریزی کرده بودند، یک راهپیمایی ترتیب دادند و سپس بسیاری از شرکت کنندگان به‌طور خودجوش به سمت مرکز مدنی(ریچارد ج. دالی) پلازا حرکت کردند. آن روز به این دلیل انتخاب شد که رویدادهای استون‌وال در آخرین شنبه ماه ژوئن آغاز شد و به‌همین دلیل، سازمان دهندگان راهپیمایی می‌خواستند به حداکثر خریداران خیابان میشیگان برسند. رژه‌های بعدی شیکاگو در آخرین یکشنبه ماه ژوئن، مصادف با تاریخ برگزاری بسیاری از رژه‌های مشابه در سایر نقاط برگزار شده‌است.
سواحل غربی ایالات متحده، شاهد راهپیمایی در روزهای ۲۷و۲۸ژوئن ۱۹۷۰ بود و راهپیمایی در لس‌آنجلس در ۲۸ ژوئن همان سال برگزار شد. در لس‌آنجلس، موریس کایت (بنیانگذار جبهه آزادی‌خواه گی)، کشیش تروی پری (بنیانگذار یاران جهانی کلیساهای متروپولیتن) و کشیش باب همفریس (بنیانگذار مأموریت ایالات متحده) برای برنامه‌ریزی یک بزرگداشت دور هم جمع شدند. آنها در رژه پایین بلوار هالیوود مستقر شدند، اما گرفتن مجوز کار ساده‌ای نبود. آنها نام سازمان خود را《کریستوفر استریت وست》 گذاشتند و در این باره می‌گویند:《باید تا آنجا که می‌توانستیم مبهمش می‌کردیم》، اما کشیش پری یادآوری می‌کند که رئیس پلیس وقت لس‌آنجلس ادوارد ام. دیویس به وی گفت:《تا آنجا که به من مربوط است، اعطای مجوز به گروهی از همجنس گرایان برای رژه رفتن در بلوار هالیوود همان دادن مجوز به یک گروه دزد و سارق است. 》 کمیسیون مجوز را اعطا کرد، اگرچه هزینه‌هایی بیش از ۱٫۵میلیون دلار داشت. پس از ورود اتحادیه آزادی‌های مدنی آمریکا، کمیسیون تمام الزامات خود را کنار گذاشت، اما هزینه ۱۵۰۰دلاری برای خدمات پلیس گرفته شد. اما وقتی دادگاه عالی کالیفرنیا به پلیس دستور داد که همان‌طور که هر گروه دیگری را محافظت می‌کند، گروه همجنسگرایان را نیز محافظت کند، این مقدار دریافتی نیز رد شد. در ساعت یازده، دادگاه عالی کالیفرنیا به رئیس پلیس وقت دستور داد با توجه به 《قانون اساسی آزادی بیان》، مجوز رژه را صادر کند. از همان آغاز، سازمان دهندگان و شرکت کنندگان رژه لس آنجلس می‌دانستند که خطر خشونت وجود دارد. کایت درست در صبح روز رژه تهدید به مرگ شد. برخلاف رژه‌های بعدی، اولین رژه بسیار آرام بود. راهپیمایان در مک کادن در هالیوود، لس آنجلس دسته ای تشکیل دادند و به سمت شمال حرکت کردند و از سمت شرق به بلوار هالیوود برگشتند. ادوکیت گزارش داد:《بیش از ۱۰۰۰نفر از همجنسگرایان و دوستانشان نه تنها در یک راهپیمایی اعتراضی، بلکه در یک رژه تمام عیار در بلوار معروف هالیوود، به صحنه آمدند》
روز یکشنبه ۲۸ ژوئن۱۹۷۰، حوالی ظهر در نیویورک، گروه‌های فعال همجنسگرایان برای یادآوری وقایع سال پیش، رژه افتخار خود را برگزار کردند (که معروف شد به روز خیابان کریستوفر). در ۲ نوامبر۱۹۶۹، کریگ رودول، همسرش فرد سارجنت، آلن برودی و لیندا رودز، پیشنهاد دادند که اولین رژه افتخار همجنسگرایان در فیلادلفیا برگزار شود (که با قطعنامه ای‌آرسی‌اچ‌او(ERCHO)برگزار شد).

این یادآوری سالانه، به‌منظور داشتن موضوعیت بیشتر، باید به تعداد بیشتری از مردم برسد تا شامل ایده‌ها و آرمان‌هایی برای مبارزه بزرگتری شود که درآن درگیر هستیم-یعنی حقوق بشر-. باید هم از نظر زمانی و هم مکانی منتقل شود.
ما پیشنهاد می‌کنیم که سالانه، در آخرین شنبه ماه ژوئن، یک تظاهرات به مناسبت تظاهرات‌های خودجوش ۱۹۶۹ در خیابان کریستوفر برگزار شود، و این تظاهرات را روز خیابان کریستوفر نامگذاری کنیم. برای این تظاهرات نباید هیچگونه لباس و ضابطه خاصی در نظر گرفته شود.
ما همچنین پیشنهاد می‌کنیم که با سازمان‌های حامی حقوق بشر در سراسر کشور تماس بگیریم و به‌آنها پیشنهاد دهیم تظاهرات موازی‌ای را برگزار کنند. ما یک نمایش حمایت در سراسر کشور را پیشنهاد می‌دهیم.

همه شرکت کنندگان در نشست ECHO در فیلادلفیا به این راهپیمایی رأی مثبت دادند، به جز انجمن ماتاچین شهر نیویورک که رای ممتنع داد. اعضای جبهه آزادی همجنسگرایان (GLF) باعنوان جنبش جوانان همجنسگرا در محله‌ها(HYMN)، به عنوان مهمانان گروه رودول، در جلسه شرکت کردند.
جلسات سازماندهی رژه در اوایل ماه ژانویه در آپارتمان رودول در خیابان ۳۵۰ بلیکر آغاز شد. در ابتدا راه‌اندازی بعضی سازمان‌های مهم در نیویورک مانند اتحادیه فعالان همجنسگرا(GAA) برای اعزام نمایندگان مشکلاتی وجود داشت. کریگ رودول، همسرش فرد سرژانت، آلن برودی، مایکل براون، مارتی نیکسون و فاستر گانیسون از ماتاچین، گروه سی‌اس‌ال‌دی، چتر(CSLDUC)، را تشکیل دادند. برای تأمین بودجه اولیه، گانیسون به عنوان خزانه‌دار خدمت می‌کرد، او از سازمان‌های ملی همجنسگرایان و حامیان مالی درخواست کمک می‌کرد، در همین حال سرژانت از طریق لیست پستی مشتری‌های کتابفروشی یادبود اسکار وایلد، و نیکسون با تلاش برای کمک گرفتن از سازمان GLF (که خودش خزانه‌دارش بود)، تلاش می‌کردند. دیگر ستون‌های اصلی کمیته سازماندهی GLF، جودی میلر، جک والوسکا، استیو جری و برندا هوارد بودند. سی‌اس‌ال‌دی با اعتقاد به اینکه افراد بیشتری در این رژه در روز یکشنبه شرکت می‌کنند، و به‌عنوان تاریخ شروع شورش‌های استون‌وال، تاریخ اولین رژه را برای یکشنبه، ۲۸ ژوئن۱۹۷۰ تعیین کرد. با جایگزینی دیک لایچ به‌عنوان رئیس گروه ماتاچین توسط مایکل کوتیس در آوریل۱۹۷۰، مخالفت گروه ماتاچین با این رژه نیز پایان یافت.
برندا هوارد، یک فعال دوجنسگرا، به‌دلیل فعالیت در هماهنگی رژه، به‌عنوان 《مادر افتخار》 شناخته می‌شود. تام‌لیمونچی، فعال دوجنسگرا بعداً گفت:《دفعه دیگر که کسی از شما پرسید چرا رژه‌های افتخار وجود دارد؟، یا چرا ماه ژوئن را انتخاب کردید؟، به آنها بگویید 《یک زن دوجنسگرا به‌نام برندا هوارد فکر می‌کرد که باید باشد. 》
اولین راهپیمایی‌ها جدی و سرگرم‌کننده بود و در خدمت الهام بخشیدن به جنبش فعال درحال گسترش بود. راهپیمایی‌ها در سال‌های بعد تکرار شدند و راهپیمایی‌های سالانه بیشتری در شهرهای دیگر نقاط جهان آغاز شدند. در آتلانتا و شهر نیویورک به این راهپیمایی‌ها راهپیمایی‌های آزادی همجنسگرایان و روز جشن «آزادی همجنسگرایان» گفته شد. در لس آنجلس و سانفرانسیسکو به «راهپیمایی‌های آزادی همجنسگرایان» معروف شدند و این روز «روز آزادی همجنسگرایان» نامیده شد. همان‌طور که شهرهای بیشتر و حتی کوچکتر شروع به برگزاری جشن‌های خود کردند، این نام‌ها نیز گسترش یافت. در پی برگزاری این رژه‌ها ایدئولوژی قدیمی دگرجنس‌گراهنجاری، نیز مطرح شد و عده ای با هر عملی که همجنسگرایانه تلقی می‌شد مخالفت می‌کردند؛ و معتقد بودند که رژه این فرهنگ عجیب و غریب را وارد فضا می‌کند. این راهپیمایی‌ها در سطح بین‌المللی گسترش یافت، و به لندن رسید، جایی که اولین «تجمع افتخار همجنسگرایان» در ۱ ژوئیه ۱۹۷۲ برگزار شد، تاریخی که به عمد به مناسبت سه سالگی شورش‌های استون‌وال انتخاب شده بود.
در دهه ۸۰ میلادی، تحول فرهنگی‌ای در جنبش همجنسگرایان ایجاد شد. فعالانی با ماهیت رادیکال کمتر شروع به تسخیر کمیته‌های افتخار در شهرهای مختلف کردند، و نام《افتخار همجنسگرایی》 را جایگزین 《آزادی همجنسگرایان》 کردند.

## نگارخانه

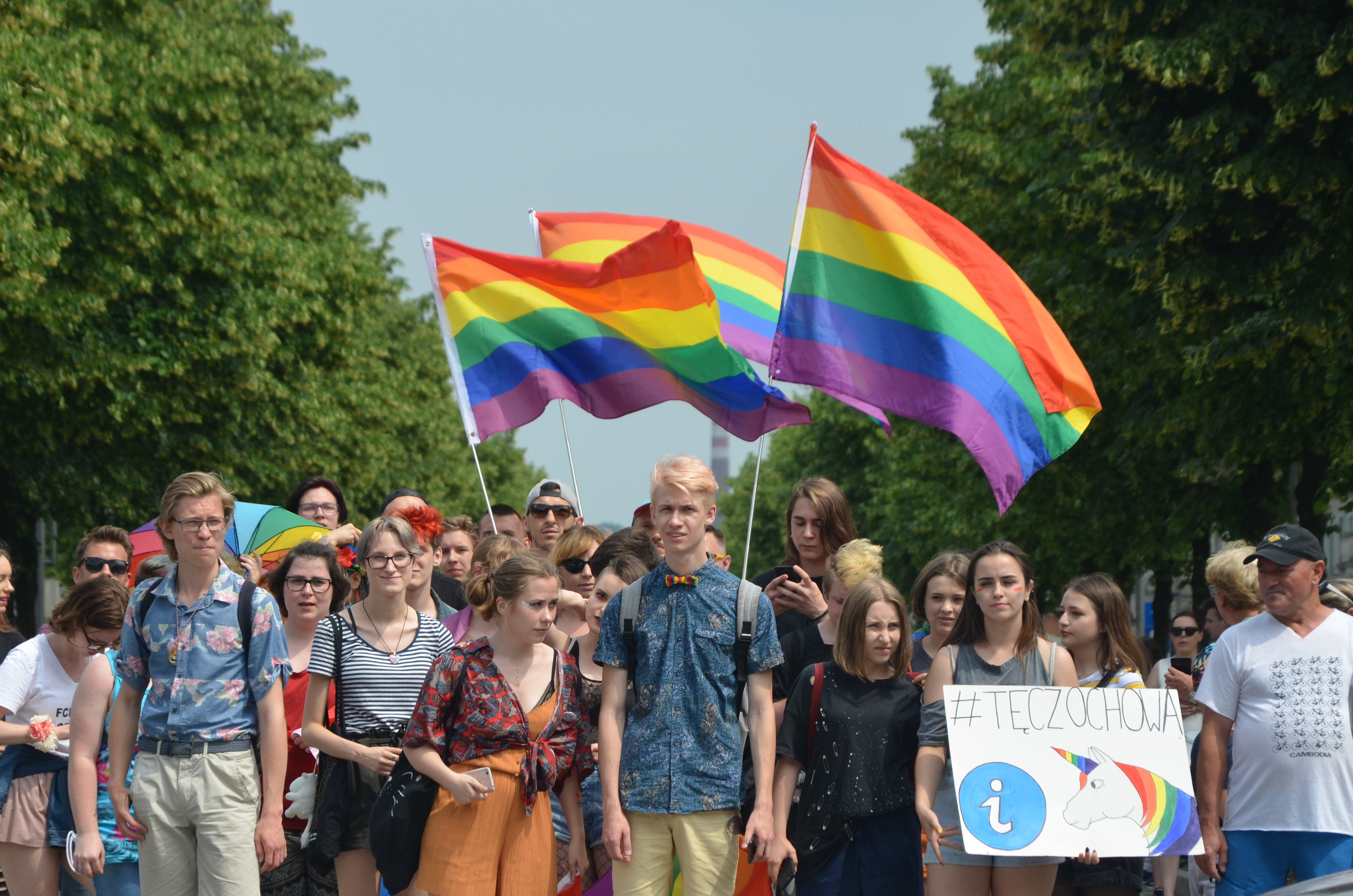
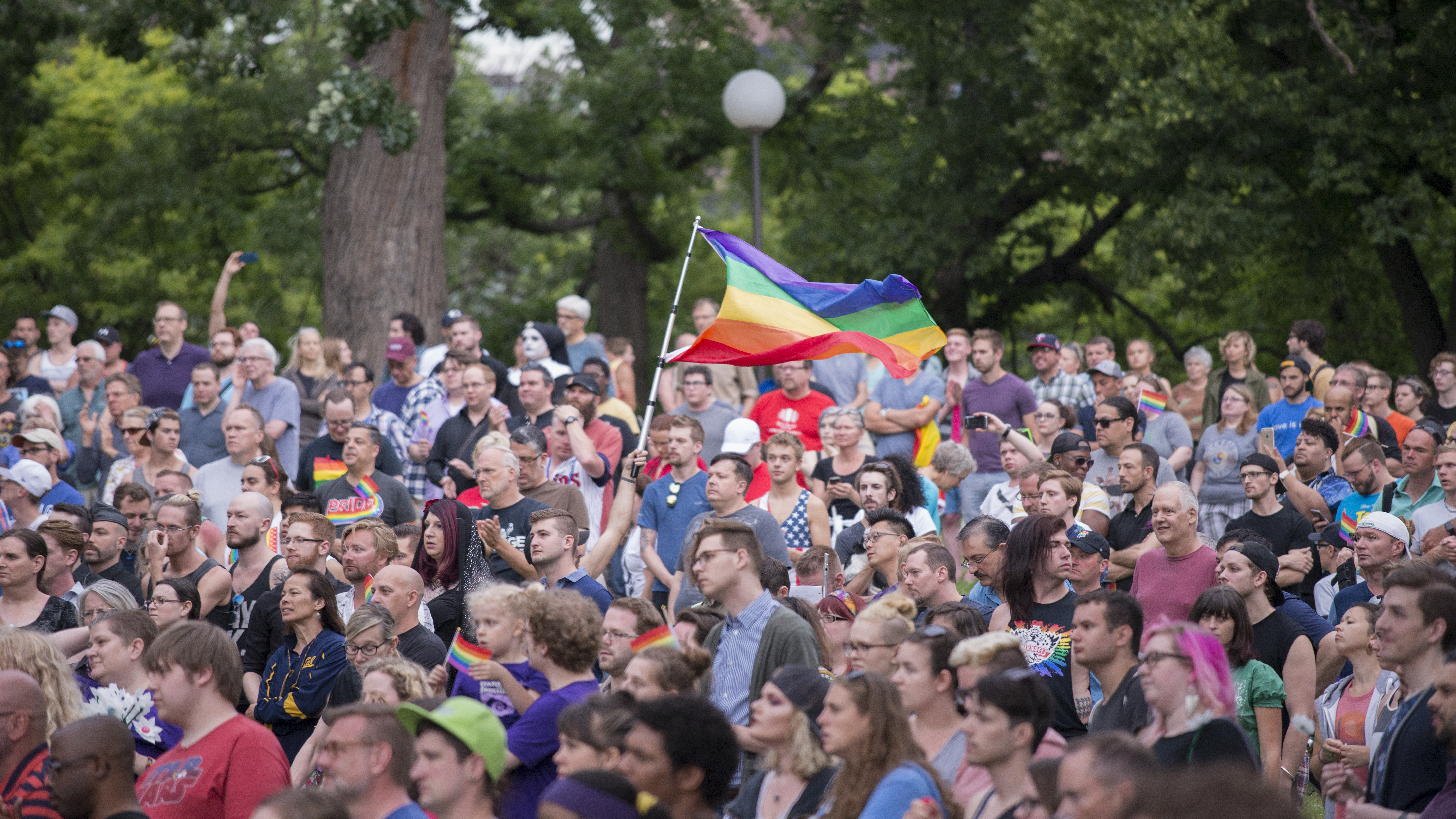
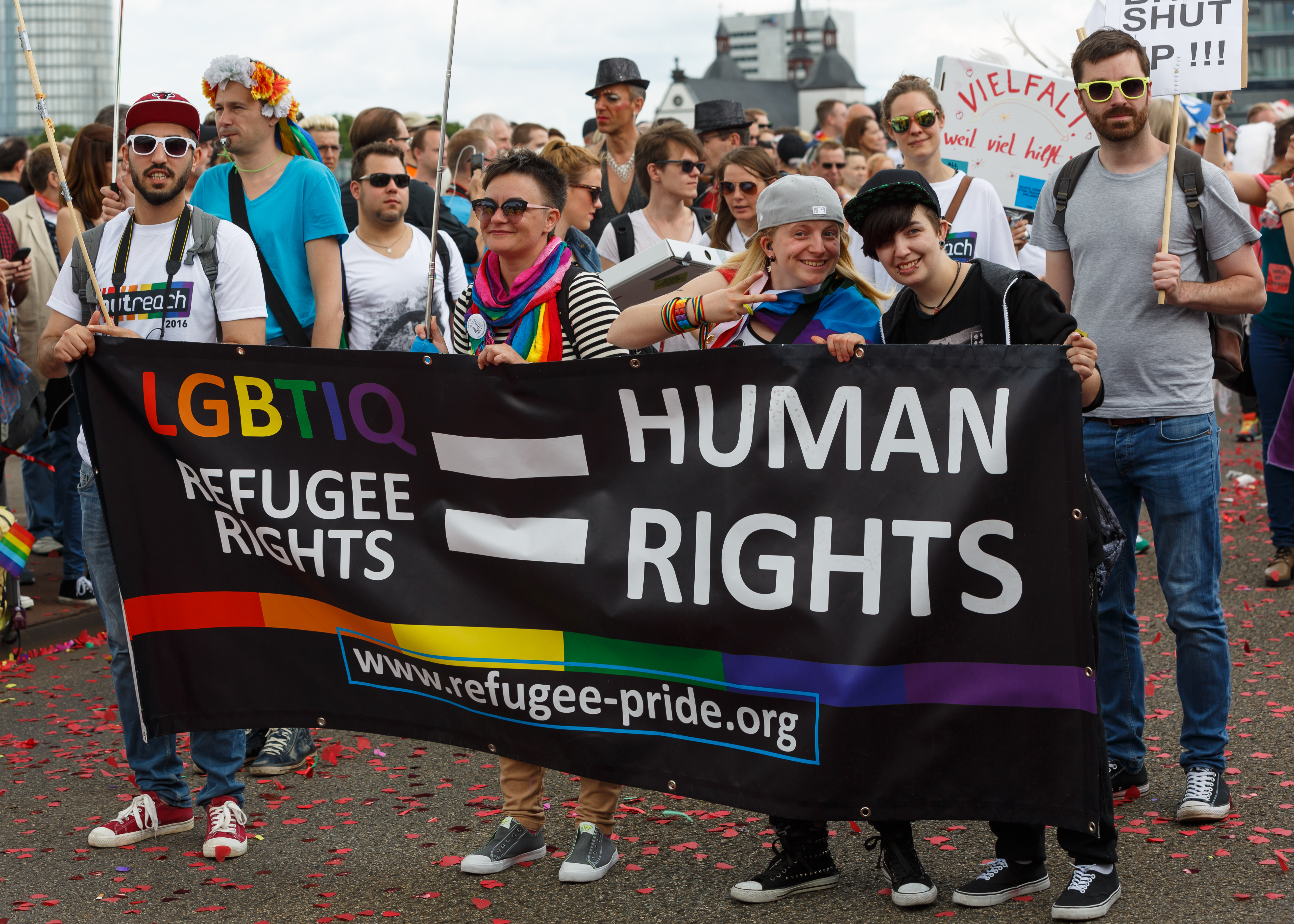
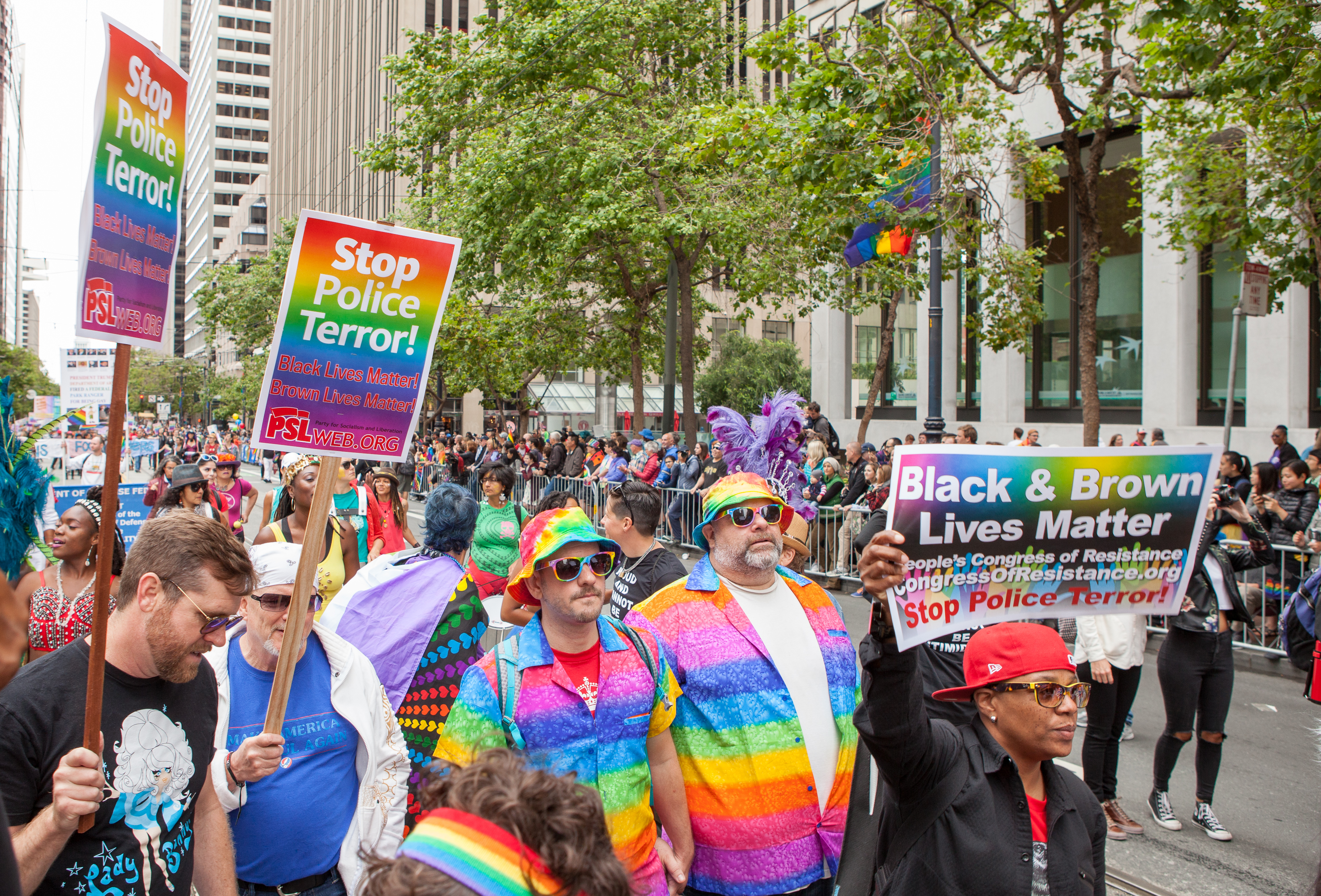
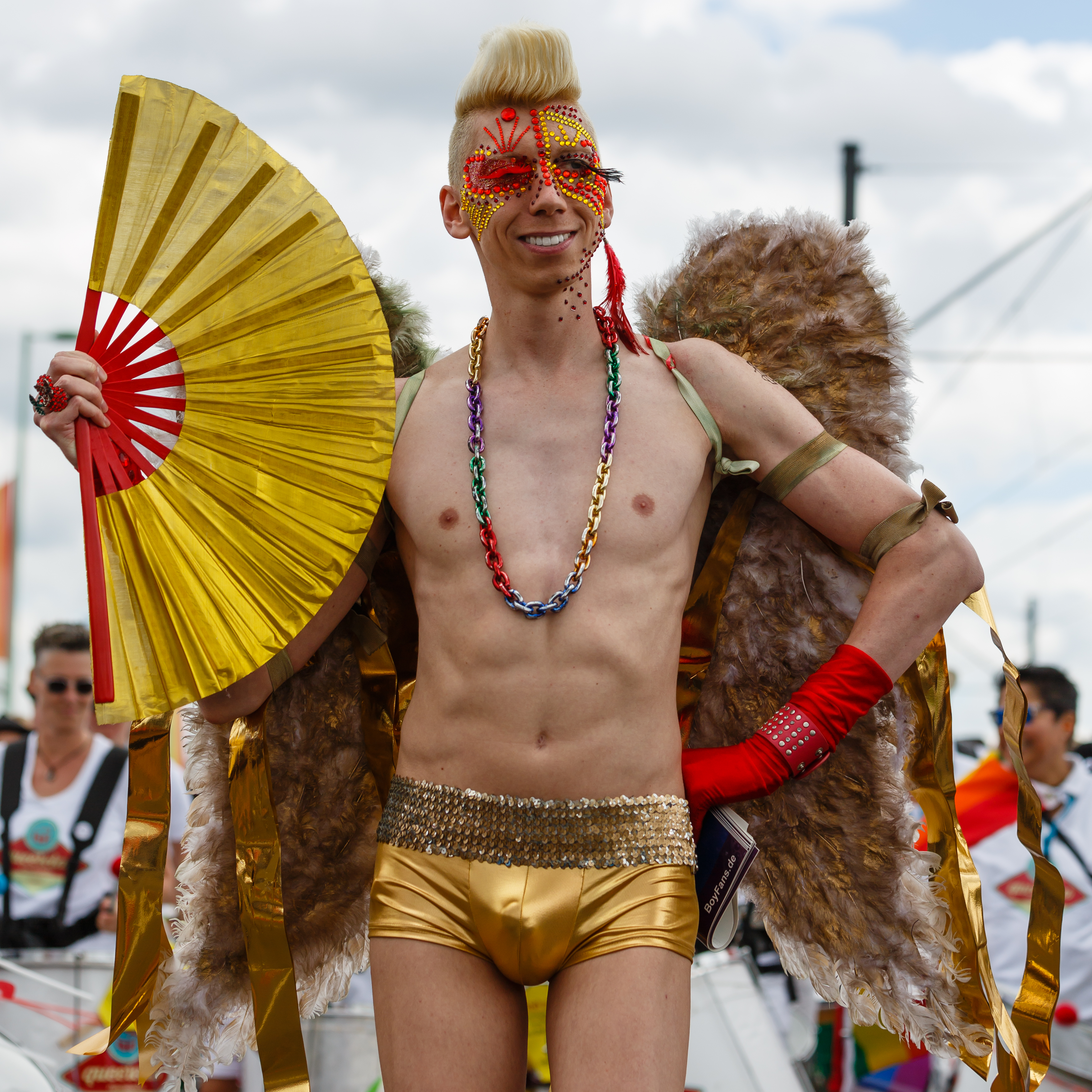
یک شرکت‌کنندهٔ کوئیر در جشن رژه ال‌جی‌بی‌تی در شهر کلن، آلمان
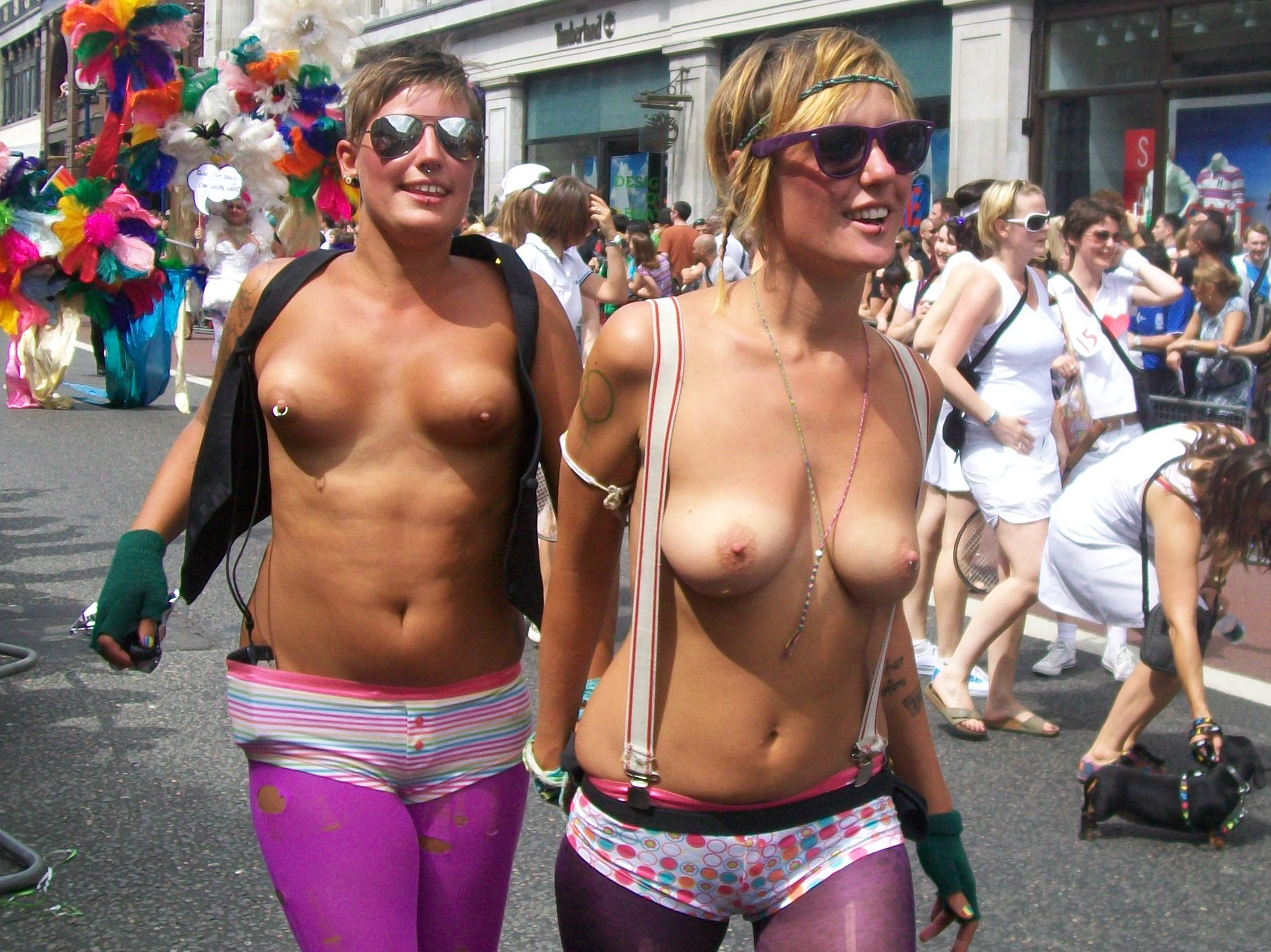
دو شرکت‌کنندهٔ سینه‌لخت در رژه افتخار لندن
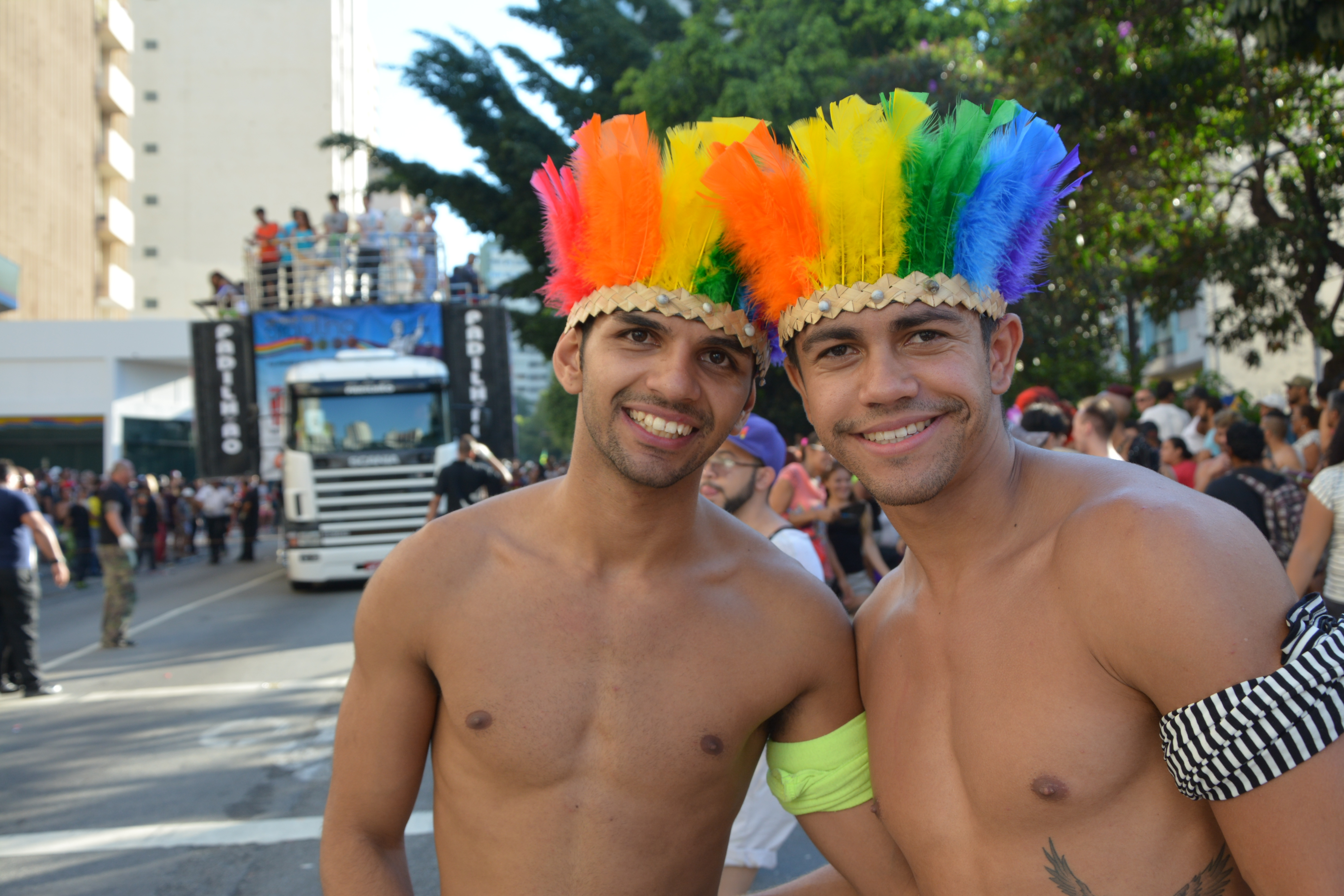
یک زوج شرکت‌کننده در رژهٔ افتخار سائو پائولو
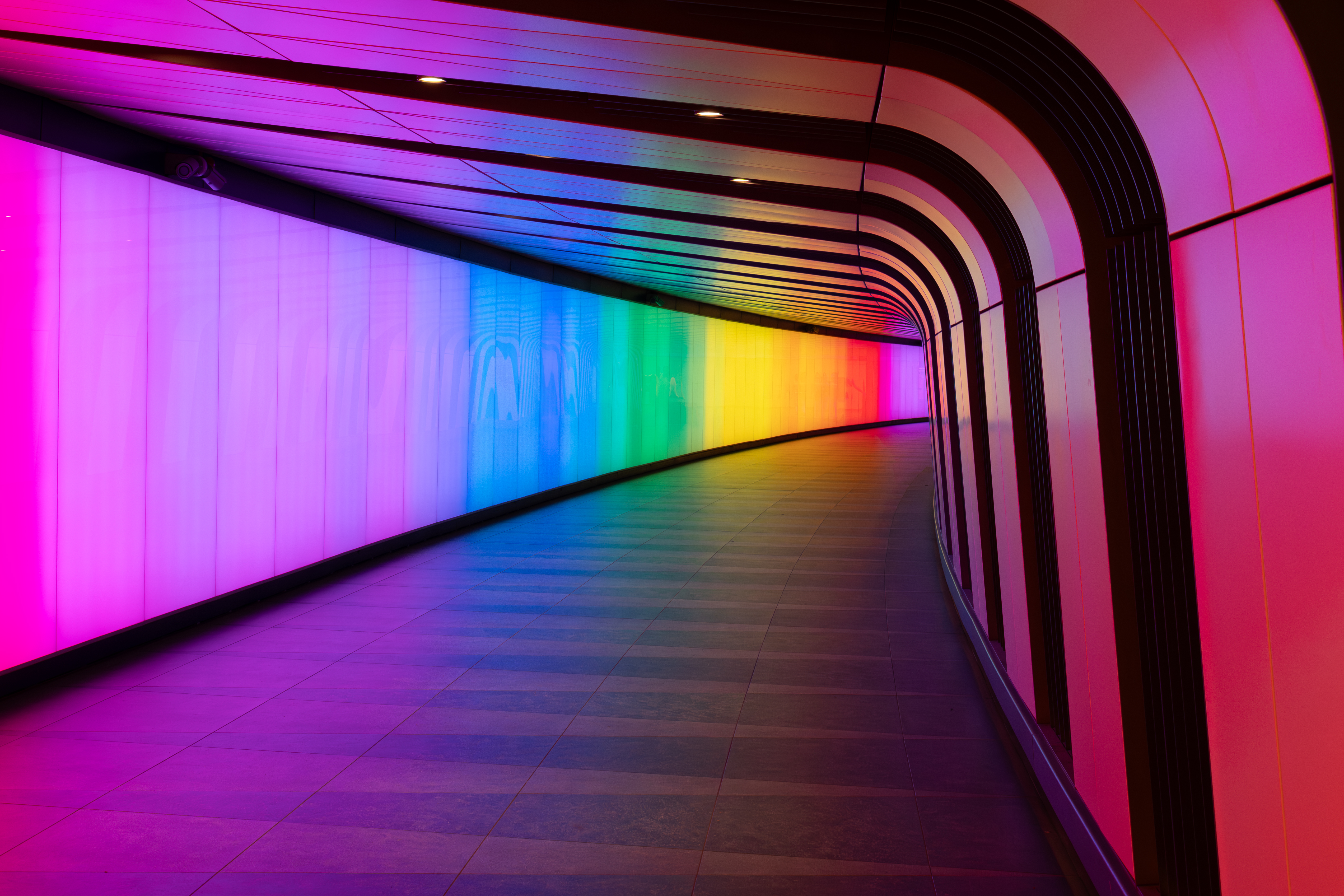
تونل ایستگاه متروی کینگز کراس لندن برای ماه پراید با رنگ‌های رنگین‌کمانی روشن شده‌است.